# Inger Gulbrandsen
Inger Gulbrandsen, född den 7 juni 1932 i Oslo, är en norsk textilkonstnär.
Hon är utbildad vid Statens håndverks- og kunstindustriskole och i Nederländerna, och har egen verkstad för handtryckta textilier, främst för kläder och interiör. Hon var lärare vid Statens lærerskole i forming mellan 1966 och 1971, och vid Statens håndverks- og kunstindustriskole mellan 1971 och 1975.
Gulbrandsen är representerad på Nasjonalmuseet for kunst, arkitektur og design i Oslo, Nordenfjeldske Kunstindustrimuseum, Riksgalleriet och Norsk Kulturråd. Med sina höga tekniska krav och sina säkra kompositioner såväl som genom sin lärargärning har hon betytt mycket för modernt norskt textiltryck.
Hon är gift med grafikern Niclas Gulbrandsen.